# Републикански път III-1907
Републикански път IIІ-1907 е третокласен път, част от Републиканската пътна мрежа на България, преминавщ изцяло по територията на Благоевградска област, Община Хаджидимово. Дължината му е 7,9 km.
Пътят се отклонява наляво при 96,5 km на Републикански път II-19, на 2 km югоизточно от село Копривлен, насочва на изток през южната част на Гоцеделчевската котловина, минава през центъра на град Хаджидимово, завива на север, пресича река Места и в село Блатска се свързва с Републикански път III-1972 при неговия 5 km.
| Пътища, отклоняващи се надясно (населено място, № на пътя, посока на пътя) | km  | Пътища, отклоняващи се наляво (посока на пътя, № на пътя, населено място) |
| -------------------------------------------------------------------------- | --- | ------------------------------------------------------------------------- |
| Община Хаджидимово, II-19, 96,5 km ←                                       | 0,0 | ← 96,5 km, II-19, Община Хаджидимово                                      |
| (за с. Садово) общински път ←                                              | 4,2 |                                                                           |
| (за с. Петрелик) общински път, гр. Хаджидимово ←                           | 5,5 | гр. Хаджидимово                                                           |
| (до 27,8 km на III-197) III-1972, 5 km, с. Блатска ←                       | 7,9 | ← с. Блатска, 5 km, III-1972 (от 7 km на III-197)                         |